# Vio-lence
Vio-Lence es una banda estadounidense de thrash metal formada en 1985 en San Francisco, durante la denominada Bay Area thrash metal. A lo largo de su carrera han públicado varios demos, tres EPs y tres LPs. También se les considera miembros de los «Seis Grandes del Thrash Metal del Área de la Bahía», junto a Exodus, Testament, Death Angel, Lȧȧz Rockit y Forbidden.

## Historia

### 1985 - 1993
Luego de muchos cambios de formación Robb Flynn (exguitarrista de Forbidden) se unió a la banda. Con esta formación, firmaron contrato con Mechanic Records para grabar su primer demo en 1986 y su primer álbum de larga duración en 1988: Eternal Nighmare.
En 1989 la banda firmó un contrato con Megaforce Records para grabar su segundo álbum Oppressing the Masses, que fue lanzado sólo en el año 1990. Siguiendo la misma línea de su predecesor, el álbum fue muy bien recibida por los críticos y fanes. También filmaron un videoclip de la canción «World in a World».
En 1991 realizaron el EP Torture Tactics; el mismo incluyó tres canciones de estudio (viejas canciones que fueron grabadas durante las sesiones de Oppressing The Masses) y un track en vivo del tour Oppressing The Masses.
En 1993 la banda grabó un EP llamado Torture Tactics que incluye tres canciones grabadas para el álbum Oppressing The Masses, pero que nunca habían sido editadas debido a problemas con la censura, ya que las letras tratan de la tortura y la muerte.
Diversos conflictos internos desencadenaron en 1992 la partida de Robb Flynn, quien formó la banda de groove metal Machine Head. Mientras que Vio-lence grabó su tercer y último álbum de estudio, titulado Nothing to Gain, publicado en 1993. Esto fue sucedido por la partida de Perry Strickland y la consiguiente disolución de la banda.

### Separación
Phil Demmel, Deen Dell, Ray Vega y Mark Hernández formaron una banda de groove/thrash metal llamada Torque, que se desintegró luego grabar su primer disco de estudio y tocar en algunos shows en vivo. Demmel volvió a formar una nueva banda: Technocracy. Robb Flynn continúa activo como guitarrista y vocalista de la banda Machine Head. Phil Demmel se unió a la misma banda en 2003 primero como guitarrista de sesión, y luego como miembro definitivo.

### Reunión
Vio-lence ha reeditado su álbum Eternal Nightmare como disco doble, que incluyó versiones raras de sus temas y un concierto en vivo.
Aunque inicialmente solo tenían la idea de hacer algunos shows como parte de un tributo al vocalista de Testament, Chuck Billy, en el festival a beneficio Thrash of the Titans en 2001, la banda decide reunirse con Ray Vegas reemplazando a Robb Flynn.
Además del relanzamiento en 2005 de Eternal Nightmare, la banda también sacó a la venta un disco de vinilo de 7 pulgadas, conteniendo dos canciones de su primer demo de 1986 y un tema inédito. Solamente 1.000 copias fueron producidas por Bone Crusher Records. Los vinilos coleccionables estuvieron bien promocionadas y tuvieron buenas ventas, pero por desacuerdos entre la banda y los productores de Bone Crusher, sólo Vio-lence podía distribuir y vender 500 copias.
Un DVD titulado Blood And Dirt fue producido por Jerry Allen fue lanzado el 8 de agosto de 2006 por Megaforce Records en los Estados Unidos.

## Miembros
Formación fina
- Bobby Gustafson – guitarra eléctrica (2020– Actual)
- Phil Demmel – guitarra eléctrica (1985–1993, 2001–2003, 2019- Actual)
- Christian Olde Wolbers – bajo eléctrico (2020– Actual)
- Perry Strickland – batería (1985–1993, 2001–2003, 2019- Actual)
- Sean Killian – voz principal (1986–1993, 2001–2003, 2019- Actual)

Miembros anteriores
- Troy Fua – guitarra eléctrica (1985–1987, 2001–2003)
- Deen Dell – bajo eléctrico (1985–1993, 2001–2003)
- Eddie Billy – bajo eléctrico (1985)
- Jerry Birr – voz (1985–1986)
- Robb Flynn – guitarra eléctrica (1987–1992)
- Ray Vegas – guitarra eléctrica (1991–1994, 2001)
- Mark Hernández – batería (1993)
- Steve Schmidt – guitarra eléctrica (2001)

## Discografía

### Demos
- Vio-lence Mechanic Demo (1986)(único demo)

### EP
- Torture Tactics (1991)
- Let the World Burn (2022)

### LP
- Eternal Nightmare (1988) No. 154 en Estados Unidos[3]
- Oppressing the Masses (1990)
- Nothing to Gain (1993)

### DVD
- Blood and Dirt (2006)